# سیارک ۲۱۹۸
سیارک ۲۱۹۸ (به انگلیسی: 2198 Ceplecha، نامگذاری:1975VF) دو هزار و صد و نود و هشتمین سیارک کشف شده‌است که در ۷ نوامبر ۱۹۷۵ کشف شد.
قدر مطلق سیارک برابر ۱۴٫۳۰ است.